# Napagting-Gounghin
Napagting-Gounghin est une localité située dans le département de Koubri de la province du Kadiogo dans la région Centre au Burkina Faso. En 2006, cette localité comptait 2 187 habitants dont 1109 femmes.